# Prospalta leonina
Prospalta leonina là một loài bướm đêm trong họ Noctuidae.